# Sceloporus occidentalis
Sceloporus occidentalis je leguánek z čeledi leguánovití. Vyskytuje se v Kalifornii a v jejím okolí.
Tito leguánci jsou asi 8–10 cm dlouzí, včetně ocasu dokonce 15 cm. Jsou hnědí až černí, dospělí samci mají na těle modré skvrny, které vystavují na odiv. Sceloporus occidentalis se živí hmyzem a pavouky.